# بند ۲-الف
۲-الف نام یکی از بندهای زندان اوین که زیر نظر سازمان اطلاعات سپاه پاسداران اسلامی موسوم به «ساس» اداره می‌شود. این بند پیش از آنکه به‌نام ۲-الف شناخته شود با نام بند ۳۲۵ زندان اوین شناخته می‌شد. بند ۲-الف در جنوب غربی زندان اوین و پشت بند ۱ (بند قرنطینه زندان اوین) واقع شده‌است.
در این بند چند نوع سلول انفرادی وجود دارد از جمله آن سلول‌های انفرادی ۲ در ۱٫۵ متر فاقد دستشویی (معروف به سلول قبری) و سلول‌های ۲ در ۲ متر که دارای دستشویی است می‌باشد.